# Assassinato do prior do Convento de Nossa Senhora do Carmo
O assassinato do prior do Convento do Carmo foi um crime que aconteceu no século XIX em São Paulo. Antônio Inácio do Coração de Jesus e Melo era um frei carmelita que ocupou o posto de prior do Convento do Carmo na cidade de São Paulo e que foi assassinado em 1859.
O Convento do Carmo, naquela época, era formado por dois edifícios: o antigo, que havia sido erguido no fim do século XVI e foi demolido em 1928, e o novo, erguido no século XVIII e que existe até hoje. No segundo prédio ficavam os aposentos do prior. Ele era situado no início da atual avenida Rangel Pestana, onde hoje se localiza o prédio da Secretaria da Fazenda do estado de São Paulo.
Conhecido como um homem rígido, que atuava com aspereza, esse teria sido o motivo de seu assassinato,[carece de fontes?] encontrado estrangulado em seu quarto na manhã de 5 de agosto de 1859. O crime foi cometido por dois escravos que costumavam acompanhá-lo como auxiliares, e em resposta a sua severidade. Os escravos alegaram que um deles não teriam recebido dinheiro devido pelo trabalho realizado em dia de folga.
A população da cidade exigiu a pena máxima aos dois escravos: que eles fossem enforcados no centro da capital paulista. Porém, graças a Couto de Magalhães, que atuou como advogado de defesa, a pena máxima foi revertida para uma condenação às galés.